# Апеваїха
Апеваї́ха (Апевайка, рос. Апеваиха, Апевайка) — невелика річка в Ярському районі Удмуртії, Росія, права притока Костромки.
Бере початок на Верхньокамській височині, серед тайги, на кордоні Удмуртії з Кіровською областю. Протікає на південний схід серед лісу, має декілька дрібних приток зліва.